# (9409) Kanpuzan
(9409) Kanpuzan est un astéroïde de la ceinture principale.

## Description
(9409) Kanpuzan est un astéroïde de la ceinture principale. Il fut découvert le 25 janvier 1995 à Geisei par Tsutomu Seki. Il présente une orbite caractérisée par un demi-grand axe de 3,13 UA, une excentricité de 0,20 et une inclinaison de 1,7° par rapport à l'écliptique.

## Compléments